# Beats màrtirs claretians de Barbastre
Els beats màrtirs claretians de Barbastre són un grup de 51 missioners claretians, martiritzats i assassinats per milicians anarquistes en l'inici de la Guerra Civil Espanyola a la localitat de Barbastre (Osca). Van ser beatificats pel papa Joan Pau II el 25 d'octubre de 1992. La festivitat se celebra el dia 13 d'agost cada any.
El grup estava format per:
- morts el 2 d'agost de 1936:
  - Felipe de Jesús Munárriz Azcona, sacerdot, superior de la comunitat, de 61 anys
  - Juan Díaz Nosti, sacerdot, director espiritual, 56
  - Leoncio Pérez Ramos, sacerdot, ecònom, 60
- morts el 12 d'agost de 1936:
  - Sebastián Calvo Martínez, sacerdot, mestre 33
  - Gregorio Chirivás Lacambra, germà missioner 56
  - Nicasio Sierra Ucar, sacerdot, mestre 45
  - Pere Cunill i Padrós, sacerdot, mestre 33
  - Venceslau Clarís i Vilaregut, estudiant de teologia 29
  - José Pavón Bueno, sacerdot, mestre 27
- morts el 13 d'agost de 1936:
  - Secundino María Ortega García, sacerdot, professor de teologia 24
  - Javier Luis Bandrés Jiménez, clergue, estudiant de teologia 23
  - Josep Brengaret i Pujol, clergue, estudiant de teologia 23
  - Manuel Buil Lalueza, clergue, estudiant de teologia 22
  - Antonino Calvo Calvo, clergue, estudiant de teologia 23
  - Tomàs Capdevila i Miró, clergue, estudiant teologia 22
  - Esteve Casadevall i Puig, clergue, estudiant de teologia 23
  - Eusebi Codina i Millà, clergue, estudiant de teologia 21
  - Joan Codinachs i Tuneu, clergue, estudiant de teologia 22
  - Antoni Dalmau i Rosich, clergue, estudiant de teologia 23
  - Juan Echarre Vique, clergue, estudiant de teologia 23
  - Pedro García Bernal, clergue, estudiant de teologia 25
  - Hilario María Llorente Martín, clergue, estudiant de teologia 25
  - Alfons Miquel i Garriga, germà missioner 22
  - Ramon Novich i Rabionet, clergue, estudiant de teologia 23
  - Josep Maria Ormo i Seró, clergue, estudiant de teologia 22
  - Salvador Pigem i Serra, clergue, estudiant de teologia 23
  - Teodoro Ruiz de Larrinaga García, clergue, estudiant de teologia 23
  - Juan Sánchez Munárriz, clergue, estudiant de teologia 23
  - Manuel Torras i Sais, clergue, estudiant de teologia 21
- morts el 15 d'agost de 1936:
  - Lluís Masferrer i Vila, sacerdot, mestre, 24
  - José María Amorós Hernández, clergue, estudiant de teologia 23
  - Josep Maria Badia i Mateu, clergue, estudiant de teologia 23
  - Joan Baixeras i Berenguer, clergue, estudiant de teologia 22
  - José María Blasco Juan, clergue, estudiant de teologia 24
  - Rafael Briega Morales, clergue, estudiant de teologia 23
  - Francisco Castán Messeguer, germà missioner 25
  - Lluís Escalé i Binefa, clergue, estudiant de teologia 23
  - José Figuero Beltrán, clergue, estudiant de teologia 25
  - Ramon Illa i Salvia, clergue, estudiant de teologia 22
  - Lluís Lladó i Teixidor, clergue, estudiant de teologia 24
  - Manuel Martínez Jarauta, clergue, estudiant de teologia 23
  - Miquel Masip i González, clergue, estudiant de teologia 23
  - Faustino Pérez García, clergue, estudiant de teologia 25
  - Sebastià Riera i Coromina, clergue, estudiant de teologia 22
  - Eduardo Ripoll Diego, clergue, estudiant de teologia 24
  - Josep Maria Ros i Florensa, clergue, estudiant de teologia 22
  - Francesc Roura i Farró, clergue, estudiant de teologia 23
  - Alfons Sorribes i Teixidó, clergue, estudiant de teologia 23
  - Jesús Agustín Viela Ezcurdia, clergue, estudiant de teologia 22
- morts el 18 d'agost de 1936:
  - Jaume Falguerona i Vilanova, clergue, estudiant de teologia 24
  - Atanasio Vidaurreta Labra, clergue, estudiant de teologia 25